# Шоу Мишки Йоги
«Шоу Мишки Йоги» (англ. The Yogi Bear Show) — американский мультсериал студии «Ханна-Барбера», выпущенный в конце января 1961 года и законченный в 1988 году, сериал показывали на канале ABC всего один год.
Сериал повествует о медведе Йоги, который носит зелёную шляпу и воротник, и его племяннике Бу-Бу.

## Особенности сериала

### Образ медведя Йоги
- Первоначально Мишка Йоги существовал как второстепенный персонаж мультсериала «Черничный Гончий Пёс» в 1959 году, но через 2 года у него появилось собственное шоу.
- Сериал снимали всего один год, но через 10 лет сняли полнометражный мультфильм под названием «Привет, я — медведь Йоги».
- В мультсериале присутствуют пародии на некоторые мультфильмы студии «Ханна-Барбера».
- 30 декабря 2010 года вышел кинофильм «Медведь Йоги», где Йоги озвучил Дэн Эйкройд, Бу-Бу — Джастин Тимберлейк, а рейнджера Смита сыграл Том Кавана.

## Основные персонажи
- Йоги — антропоморфный медведь, умеющий говорить, главный герой шоу. Постоянно любит покушать и пошутить. Носит шляпу и воротничок, что является его основным отличием от других медведей.
- Бу-Бу — антропоморфный медвежонок маленького роста, племянник Йоги. Носит бабочку, чем и отличается от Йоги. Часто выступает в роли совести для своего дяди, если тот напроказничал. Боится высоты, чем однажды не преминул воспользоваться директор цирка.
- Синди — медведица, подружка Йоги, в которую он влюблён. Она носит с собой зонтик и говорит с южным акцентом.
- Фрэнсис Джон Смит — рейнджер Йеллоустонского парка, охотится за Йоги и осуждает его за воровство еды. Но если тот делает что-то полезное, хвалит его.

## Медведь Йоги в мультфильмах и шоу
- 1958—1962 — Шоу пса Хакльберри (англ. The Huckleberry Hound Show)
- 1964 — Привет, я — медведь Йоги (Hey There, It’s Yogi Bear!)
- 1972 — Жаворонок ковчега Йоги (англ. Yogi's Ark Lark)
- 1973 — Банда медведя Йоги (англ. Yogi's Gang)
- 1978 — Космическая гонка медведя Йоги (англ. Yogi's Space Race)
- 1978 — Hanna-Barbera: Все звёзды на льду (англ. Hanna-Barbera's All-Star Comedy Ice Revue)
- 1978—1979 — Дураки Галактики (англ. Galaxy Goof-Ups)
- 1979 — Первое Рождество Каспера (англ. Casper's First Christmas)
- 1980 — Первое Рождество медведя Йоги (англ. Yogi's First Christmas)
- 1982 — Медведь Йоги и все звёзды: Рождественские проказы (англ. Yogi Bear's All Star Comedy Christmas Caper)
- 1985—1986 — Искатели сокровищ (англ. Yogi's Treasure Hunt)
- 1987 — Великий побег медведя Йоги (англ. Yogi's Great Escape)
- 1987 — Медведь Йоги и волшебный полёт «Нарядного гуся» (англ. Yogi Bear and the Magical Flight of the Spruce Goose)
- 1988 — Новое шоу медведя Йоги (англ. The New Yogi Bear Show)
- 1988 — Медведь Йоги и вторжение космических медведей (англ. Yogi and the Invasion of the Space Bears)
- 1988 — Хороший, Плохой и пёс Хакльберри (англ. The Good, the Bad, and Huckleberry Hound)
- 1989 — Hanna-Barbera — 50 лет. Праздник в стиле Ябба-Дабба-Ду! (англ. Hanna-Barbera's 50th: A Yabba Dabba Doo Celebration)
- 1990—1991 — Скачок, Скрежет и Рулон (англ. Wake, Rattle, and Roll)
- 1991—1992 — Йо-Йоги! (англ. Yo Yogi!)
- 1994 — Пасхальный медведь Йоги (англ. Yogi the Easter Bear)
- 1994 — Скуби-Ду и ночи Шахеризады (англ. Scooby-Doo in Arabian Nights)
- 2010 — Медведь Йоги (Yogi Bear)